# Masayuki Kojima
Masayuki Kojima (小島 正幸 Kojima Masayuki?) es un animador japonés y director que trabajó con Madhouse antes de salir de la empresa y volverse independiente en 2011. Nació el 11 de marzo de 1961 en Yamanashi, Prefectura de Yamanashi, Japón, y es un veterano con más veinte años en la industria del anime.

## Historia personal
Kojima consiguió su primera carrera en el mundo de la animación en la década de 1980, donde trabajó principalmente en proyecto por proyecto para diferentes empresas, entre ellas Knack Productions y Tatsunoko Production. Durante este tiempo, se vio involucrado en productos de televisión como director de episodios. En la década de 1990, Kojima se unió a Madhouse como miembro permanente, donde ha permanecido desde entonces. Durante sus años en Madhouse, ha participado en decenas de producciones como animador, así como dirigiendo varias series de televisión, dos películas, un corto de teatro, y un especial de televisión.

## Estilo como director
Desde que llegó a trabajar a Madhouse, Kojima ha sido sobre todo un director de teatro, y uno que se especializa en series muy largas. Él ha adaptado dos manga de Naoki Urasawa, Master Keaton y Monster, los cuales recibieron elogios de la crítica. Piano no Mori, su primera película teatral de larga duración, fue lanzada en Japón el 21 de julio de 2007.

## Obras
- Cybot Robotchi serie (1982–1983) - Director de episodio
- Okawari-Boy Starzan S serie (1984) - Director de episodio, Artista del guion gráfico
- Aru Kararu no Isan OVA (1993) - Artista del guion gráfico
- Azuki-chan serie (1995–1998) - Director de serie, Director de animación, Artista del guion gráfico
- Cardcaptor Sakura serie (1998–2000) - Artista del guion gráfico (episodio 2)
- DNA Sights 999.9 película (1998) - Director, Artista del guion gráfico
- Master Keaton serie (1998–1999) - Director de serie, Director de episodio (muchos episodios), Artista del guion gráfico (muchos episodios)
- Reign: The Conqueror serie (1999) - Artista del guion gráfico
- Leave it to Kero! Theatrical Version corto (2000) - Director
- Sakura Wars serie (2000) - Director de animación
- Shingu: Secret of the Stellar Wars serie (2001) - Artista del guion gráfico
- Hanada Shōnen-shi serie (2002) - Director de serie
- Magical Shopping Arcade Abenobashi serie (2002) - Director de serie, Director de episodio (episodio 2), Artista del guion gráfico (episodios 2 y 10)
- Space Pirate Captain Herlock The Endless Odyssey OVA serie (2002) - Artista del guion gráfico (episodios 7 y 8)
- Trava OVA serie (2003) - Animador intermedio
- Gungrave serie (2003–2004) - Animador clave
- Gunslinger Girl serie (2003–2004) - Artista del guion gráfico
- The Gokusen serie (2004) - Artista del guion gráfico
- Monster serie (2004–2005) - Director
- Trinity Blood serie (2005) - Artista del guion gráfico
- A Spirit of the Sun TV special (2006) - Director, artista del guion gráfico
- Piano no Mori película (2007) - Director
- The Tibetan Dog película (2011) - Director
- Black Bullet serie (2014) - Director
- Made in Abyss (2017–2022) - Director, guionista (episodios. 1–3, 5, 8-10, 12-13)